# Agapetus denningi
Agapetus denningi là một loài Trichoptera trong họ Glossosomatidae. Chúng phân bố ở miền Tân bắc.